# Memoria del agua
La memoria del agua es una supuesta propiedad del agua, no demostrada, según la cual las moléculas del agua almacenan las propiedades curativas de un compuesto homeopático sometido a diluciones en serie durante su preparación. Esta conjetura fue propuesta por el inmunólogo Jacques Benveniste como hipótesis ad hoc para explicar las propiedades curativas que atribuye la homeopatía a sus preparados, aun cuando en éstos no exista ni una molécula de principio activo. Sin embargo, todos los intentos de reproducir los resultados de Benveniste en condiciones de doble ciego han fallado y la comunidad científica rechaza este concepto ya que el agua líquida no forma estructuras ordenadas que duren más de unas fracciones de nanosegundos, si es que lo hacen.

## El problema de la ultradilución
Las medicinas homeopáticas se preparan mediante diluciones sucesivas en agua:
Se toma una unidad de sustancia o extracto puro y se añade en proporción 1:10 en agua. Se mezcla hasta lograr la homogeneidad y se vuelve a tomar una unidad, a la que se le somete al mismo proceso, obteniendo una proporción 1:100.
En la práctica homeopática este proceso se repite muchas veces, como mínimo 30, lo que denomina C30 o 30x. Aunque es bastante normal encontrarse con diluciones mucho mayores, como C200. Esto significa que existiría una molécula de sustancia por cada 10200 moléculas de agua (un 1 seguido de 200 ceros). Sin embargo, un litro de agua contiene 34 607 650 000 000 000 000 000 000 moléculas (34·1024), por lo que la probabilidad que haya al menos alguna molécula de la sustancia activa es prácticamente cero a partir de C24, y en un C200 ya es del orden de 10−175.

## La controversia deNature
El principal valedor de la idea de la memoria del agua fue el inmunólogo francés Jacques Benveniste. Su equipo del Instituto de Salud e Investigaciones Médicas (INSERM) francés diluyó una solución de anticuerpos humanos hasta que no hubo posibilidad de que permaneciera una molécula en la solución. Sin embargo, alegaron que basófilos humanos respondieron a la solución de la misma manera en la que habrían reaccionado ante los anticuerpos originales como parte de una reacción alérgica. Este efecto se observó sólo cuando la solución era agitada violentamente durante la dilución.
Benveniste envió este trabajo para ser publicado en la revista científica Nature. La junta de revisión editorial de la revista mostró su preocupación por el hecho de que la publicación de este trabajo daría credibilidad a los practicantes de homeopatía incluso si los efectos observados por Benveniste no podían ser replicados. También hubo serias dudas de que la investigación fuera simplemente errónea. A pesar de eso, rechazar la publicación del artículo sin ningún motivo fue considerado inaceptable ya que, en ese momento, no se detectó ningún fallo metodológico.
Finalmente se llegó a una solución de compromiso. El artículo sería publicado en el número 333 de Nature el 30 de junio de 1988, pero iría acompañado por un editorial de John Maddox (en ese momento editor de la revista) que señalaría que "Hay muchos motivos por los que la gente prudente debería, por el momento, suspender el juicio", y describiría algunas de las leyes fundamentales de la física y la química que violarían estos resultados, si se probaran ciertos. Además, Maddox exigió que los experimentos fueran repetidos bajo la supervisión de un grupo de expertos enviados por la revista, compuesto por el propio Maddox, el mago e investigador escéptico James Randi y Walter Stewart físico y desmitificador de los Institutos Nacionales de Salud de Estados Unidos.

### Experimentos y debate tras la publicación
En la primera serie de experimentos supervisados se siguió el procedimiento original seguido para obtener los datos publicados en el artículo. Los experimentos tuvieron éxito y los resultados coincidieron bien con los datos publicados. Sin embargo, Maddox se dio cuenta de que durante el procedimiento, los investigadores sabían qué tubos de ensayo contenían originalmente anticuerpos y cuáles no. Así se realizó una segunda tanda de experimentos, en la que Maddox y su equipo se aseguraron de que el experimento se realizara en condiciones de doble ciego, los cuadernos de laboratorio fueron fotografiados, se grabó toda la actividad del laboratorio y los tubos de ensayo fueron intercambiados y codificados en secreto. Randi llegó a envolver las etiquetas en papel de aluminio, meterlas en un sobre y pegarlas en el techo para que Benveniste y sus colaboradores no las pudieran leer. En esta segunda serie no se apreció ningún efecto de memoria, contradiciendo los resultados originales.
En el siguiente número Nature publicó un informe sobre el tema en el que se concluía que "no hay ninguna base sustancial para la afirmación de que antiIgE en altas diluciones (en factores de hasta 10120) retenga su efectividad biológica y que la hipótesis de que el agua pueda imprimirse con la memoria de solutos anteriores es tan innecesaria como fantástica". A pesar de ello, no hubo ninguna insinuación de fraude. Maddox y su equipo especularon inicialmente con que alguien del laboratorio estuviera "jugándosela a Benveniste", pero posteriormente concluyeron: "creemos que el laboratorio ha fomentado e incentivado un autoengaño sobre la interpretación de sus datos". Maddox también señaló que dos de los investigadores de Benveniste estaban pagados por la compañía homeopática Boiron.
En una carta de respuesta, publicada en el mismo número de la revista, Benveniste arremetió contra Maddox y se quejó de haber sido sometido a una ordalía a manos del equipo de Nature, comparándolo con una caza de brujas o las persecuciones del macarthismo. Tanto en la respuesta de Nature como en el siguiente episodio del programa Quirks and Quarks, Benveniste se quejó especialmente de Stewart, de quien afirmó que actuó como si todo fuera un fraude y les trató con desdén y criticó su "actitud típica de sabelotodo". En su carta de Nature, Benveniste insinuó que Randi estuvo intentando tergiversar los experimentos haciendo trucos de magia, "distrayendo al técnico a cargo de la supervisión". En Quirks and Quarks fue más comedido, reformulando su mención a Randi para dar a entender que había mantenido al equipo "entretenido" con sus trucos y que su presencia fue, en general, bienvenida. También señaló que, aunque era cierto que dos de los miembros de su equipo estaban pagados por una compañía homeopática, la misma compañía había pagado los gastos de hotel del equipo de Maddox.
Maddox fue parco, declarando "siento que no encontráramos nada más interesante". En el mismo episodio de Quirks and Quarks rechazó las quejas de Benveniste, diciendo que la posibilidad de que los resultados fueran indebidamente usados para promocionar a la comunidad homeopática demandaba una repetición inmediata de los experimentos. Al fallar, los experimentos demostraban que los resultados iniciales fueron debidos con toda probabilidad al efecto de la expectación del observador. También señaló que el procedimiento del que se había quejado Benveniste fue el que había sido acordado previamente por las partes y que sólo cuando las pruebas fallaron, Benveniste empezó a discutir lo apropiado del procedimiento.
El debate continuó en la sección de cartas de Nature durante varios números hasta que la junta editorial decidió darlo por cerrado, aunque siguió durante algún tiempo más en la prensa francesa. A pesar de la repetición fallida de los ensayos, eso no ha impedido que el artículo de Benveniste sea usado para reclamar que "prueban" que la homeopatía funciona. Uno de los coautores del artículo, Francis Beauvais, declaró posteriormente que los ensayos sin doble ciego normalmente arrojaban resultados "correctos" (es decir, las muestras ultradiluidas eran biológicamente activas, mientras que las de control no), pero los resultados de los ensayos con doble ciego daban resultados aleatorios y no cuadraban con los resultados esperados: algunos controles estaban activos y algunas muestras 'activas' no tenían efecto en los sistemas biológicos.